# Rugogo
Rugogo är ett vattendrag i Burundi.   Det ligger i provinsen Cibitoke, i den nordvästra delen av landet, 60 kilometer norr om huvudstaden Bujumbura.
Omgivningarna runt Rugogo är en mosaik av jordbruksmark och naturlig växtlighet. Runt Rugogo är det tätbefolkat, med 308 invånare per kvadratkilometer.